# Гайдаров, Наум Касьянович
Наум Касьянович (Наимматулла-Бек Адоки-Касим-оглы (Гаджи-Касим оглы), Минатул-бек или Нейматулла-бек) Гайдаров (4 октября 1827 — 27 января 1901) — русский генерал, участник Кавказской войны и Среднеазиатских походов. Согласно Военной энциклопедии Ивана Сытина: «слава и гордость 83-го пех. Самурского п.». Мусульманин – суннит. 

## Биография
По национальности азербайджанец «из беков г. Дербента, вероисповедания магометанского». Племянником Ниматулла-бек Гайдарова был депутат  Государственной думы III созыва от Дагестанской области и Закатальского округа Ибрагим-бек Гайдаров. О суннитской принадлежности генерала писал и дагестанский историк ал-Хасан ал-Алкадари (ум. 1910) в своём сочинении «Асари Дагестан» («Исторические сведения о Дагестане»), где в числе прочих упоминает и влиятельных суннитов г. Дербент – двух братьев Гайдаровых:
«Также еще живы в нашу эпоху в городе Дербенте из класса влиятельных правителей из суннитской группы генерал Араблинский, родом из Джарского владения, поселившийся там, дербентский уроженец генерал Ниматулла-бек Гайдаров, брат последнего капитан Минетулла-бек Гайдаров со своими сыновьями…».
Родился 4 октября 1827 года, учился в Дербентском уездном училище. В службу вступил 3 мая 1843 году милиционером в Казикумыхскую конную милицию и сейчас же выступил в поход против горцев, за отличие в котором 30 марта 1846 года был произведён в прапорщики милиции. В этом же году был сформирован Самурский пехотный полк, в который Гайдаров был переведён 21 июня портупей-прапорщиком.
Дальнейшая боевая служба Гайдарова неразрывно связана с историей Самурского полка, в котором он прослужил 38 лет. При взятии штурмом 3 декабря 1847 года твердыни Среднего Дагестана аула Салты Гайдаров был ранен в голову и левую ногу. 1 октября «за отличие» произведён в прапорщики.
Все последующие обер-офицерские чины Гайдаров также получил за боевые отличия. 27 июля 1850 года за отличие, оказанное в делах с горцами при осаде укреплённого селения Чох, был произведён в подпоручики. 12 октября того же года назначен заведующим штуцерной командой полка.
13 марта 1852 года ему было объявлено Высочайшее благоволение. 16 июня 1853 года произведён в поручики. Отчислен от заведования штуцерной командой 24 октября 1854 года.
С 18 октября 1855 года по 2 июня 1856 года и с 20 февраля 1857 года командующий ротой. 18 октября 1857 года за отличие в делах с горцами в экспедиции 1854 года, произведён в штабс-капитаны. За отличие в делах с горцами в Салатавии в 1857 году, удостоен ордена Святого Станислава 3-й степени с мечами и бантом. 31 октября 1859 года утверждён в должности командира роты.
За отличие в делах с горцами в Ичкерии и Аухе 27 марта 1859 года, награждён 23 апреля 1860 года орденом Святой Анны 3-й степени с мечами и бантом. 20 октября того же года «по случаю командирования во вновь покоренный край для заведования работами из жителей по проложению дорог» отчислен от командования ротой. 20 февраля 1861 года за отличие в делах против горцев во время летней экспедиции 1859 года Гайдаров был произведён в капитаны. По окончании дорожных работ 1 ноября 1863 года был возвращён в свой полк. С 24 декабря 1863 года по 1 мая 1864 года командовал 6-й ротой. C 1 по 19 мая 1864 года командовал батальоном. C 19 мая по 18 июля 1864 года командовал 19-й ротой.
1 июля 1868 года назначен командующим 4-м кадровым батальоном полка и Дешлагарским воинским начальником. 5 июня 1869 года Гайдаров был произведён в майоры, а 8 января 1870 года назначен командиром 1-го батальона своего полка, с оставлением в должности Дешлагарского воинского начальника. Должность воинского начальника сдал 12 мая 1870 года. 8 ноября был назначен председателем полкового суда и 3 ноября 1871 года временным членом временного военного суда.
За отлично-усердную службу 18 июня 1872 года награждён орденом Святого Станислава 2-й степени. 4 марта 1873 года «за выслугу 25 лет в офицерских чинах» награждён орденом Святого Владимира 4-й ст. с бантом
С началом русско-турецкой войны 1877—1878 гг. Гайдаров вошёл со своим батальоном в состав Гунибского отряда. 29 августа восставшие горцы Дагестана, изменнически напав на инженерную команду, работавшую на Салтинском (Георгиевском) мосту, в 5 верстах от Гуниба, истребили рабочих и овладели им. Мост этот, переброшенный через реку Кара-Койсу, в самом узком месте Салтинского ущелья, служил единственным обеспеченным сообщением Нагорного и Северного Дагестана, а потому имел важное стратегическое значение. Он весь был крыт железом и по обеим сторонам имел башни с железными воротами. Мятежники, заняв мост, укрепились в нём, а на дороге устроили завалы. Майору Гайдарову было приказано: с батальоном и 2 горными орудиями немедленно овладеть мостом, избегая порчи его артиллерийским огнём. Гайдаров превосходно исполнил поручение: самурцы достигли башни, отбили ворота, ворвались на мост и после жестокой рукопашной схватки обратили мятежников в бегство. Гайдаров в этом деле был контужен. 10 сентября им был взят штурмом аул Куппы. При этом Гайдаров, действуя на левом фланге, первым ворвался в аул и овладел наибольшей укреплённой его частью. За взятие 4 октября Лавашинских высот Гайдаров был награждён 5 апреля 1878 года орденом св. Георгия 4-й степени
В воздаяние за отличие, оказанное в деле против мятежных Горцев в Дагестане, 4 Октября 1877 года, где взял штурмом укрепленные завалы и, открыв губительный огонь, обратил неприятеля в полное бегство. Трофеями при этом были 15 значков.
19 мая 1878 года был командирован в Темир-Хан-Шуру в распоряжение командующего войсками Дагестанской области для принятия вновь формируемого конно-иррегулярного полка. 12 июня того же года назначен командующим 5-м Дагестанским конно-иррегулярным полком. После расформирования полка, 1 ноября 1878 года вернулся в 83-й пехотный Самурский полк. 25 марта 1879 года назначен командующим 2-м Дагестанским конно-иррегулярным полком. 19 февраля 1880 года произведён за военные отличия в подполковники со старшинством со 2 ноября 1877 года, дня боя у аула Согратль, где он содействовал его взятию. 22 апреля возвращён в 83-й пехотный Самурский полк и 18 мая назначен командующим 1-м батальоном полка.
Когда началась Ахал-Текинская экспедиция, в состав Закаспийского отряда генерала Скобелева вошли 1-й и 3-й батальоны Самурского полка. В этой экспедиции Гайдаров особенно отличился 12 января 1881 года, командуя одной из трех штурмовых колонн и первым начав атаку Геок-Тепе. За штурм Геок-Тепе получил 24 января 1881 года беспримерную для подполковника награду — орден св. Георгия 3-й степени за № 580
В воздаяние отличнаго мужества, храбрости и распорядительности, оказанных в деле с Текинцами при взятии 12 января укрепленного Геок-Тепе
16 мая 1881 года за отличие в делах с текинцами произведен был в полковники, а 14 февраля 1882 года награждён орденом св. Владимира 3-й степени с мечами. 13 марта 1882 года разрешено принять и носить пожалованный шахом Персидским орден Льва и Солнца 3-й ст.
По окончании Ахал-Текинской экспедиции Гайдаров остался командовать всё тем же 1-м батальоном Самурского полка: о нём забыли. Лишь 2 декабря 1884 года, благодаря случайной встрече с командующим войсками Кавказского военного округа князем Дондуковым-Корсаковым, Гайдаров был произведён в генерал-майоры с зачислением в запас армейской пехоты. Последнее годы жизни Гайдарова прошли в Дербенте. Был директором-председательствующим Дербентского отделения Темир-Хан-Шуринского губернского попечительного о тюрьмах комитета.
Гайдаров Н. К. умер 27 января 1901 года. 27 февраля высочайшим приказом о чинах военных генерал-майор Гайдаров был исключён из списков.
Азербайджанец по рождению, мусульманин по религии, Гайдаров отлично знал душу русского солдата и горячо его любил. Солдаты платили ему такой же любовью и шли с ним на самые рискованные предприятия.

## Награды

### Российские
- Высочайшее благоволение (1852),
- Орден Святого Станислава 3-й степени с мечами и бантом (1858),
- Орден Святой Анны 3-й степени с мечами и бантом (1860),
- Орден Святого Станислава 2-й степени (1872),
- Орден Святого Владимира 4-й степени с бантом (1873),
- Орден Святой Анны 2-й степени (1877),
- Орден Святого Георгия 4-й степени (1878),
- Орден Святого Георгия 3-й степени (1881),
- Орден Святого Владимира 3-й степени с мечами (1882),

### Иностранные
- Орден Льва и Солнца 3-й степени (1882)